# Jamal Lewis (Fußballspieler)
Jamal Piaras Lewis (* 25. Januar 1998 in Luton) ist ein nordirischer Fußballspieler, der aktuell beim englischen Erstligisten Newcastle United unter Vertrag steht. Der linke Außenverteidiger ist außerdem seit 2018 nordirischer Nationalspieler.

## Karriere

### Verein
Jamal Lewis stammt aus der Jugendarbeit von Norwich City aus dem Osten Englands. Am 31. Juli 2017 unterzeichnete er seinen ersten professionellen Vertrag bei den Canaries. Am 22. Dezember 2017 gab er sein Debüt bei der 1:2-Heimniederlage gegen den FC Brentford, als er in der 68. Spielminute für Marco Stiepermann ins Spiel kam. In der Folge etablierte er sich schnell in der Startformation von Trainer Daniel Farke. Sein erstes Tor erzielte er am 17. Januar 2018 bei der Pokalniederlage gegen den FC Chelsea. In seiner ersten Saison 2017/18 kam er auf 22 Ligaeinsätze.
Am 10. Oktober verlängerte er seinen Vertrag bei Norwich City bis Juni 2023. Seine guten Leistungen während der gesamten Spielzeit 2018/19 brachten ihm Nominierungen in das EFL Championship Team der Saison und das PFA Team of the Year ein. In 42 Ligaspielen trug er auch wesentlich zum Meistertitel der Canaries bei und dem damit verbundenen resultierenden Aufstieg in die höchste englische Spielklasse.
In der Saison 2019/20 startete er in den meisten Ligaspielen, kämpfte mit seinem Verein aber die gesamte Spielzeit über um den Klassenerhalt. Sein erstes Tor im Profifußball gelang Lewis am 28. Februar 2020 (28. Spieltag), als er den wichtigen 1:0-Siegtreffer gegen Leicester City erzielte. Die verbleibenden zehn Ligapartien verlor Norwich anschließend allesamt und nach nur einem Jahr musste der Verein wieder den Gang in die Zweitklassigkeit antreten. Lewis bestritt in dieser Saison 28 Ligaspiele, in denen ihm ein Torerfolg gelang.
Den Gang in die Championship ersparte sich Lewis jedoch, da er sich am 8. September 2020 Newcastle United anschloss und so weiterhin in der Premier League verblieb. Bei den Magpies unterzeichnete er einen Fünfjahresvertrag.
Im August 2023 wurde Lewis für eine Saison an FC Watford verliehen. Im September 2024 schloss sich eine weitere Leihe nach Brasilien zum FC São Paulo an. Nach Beendigung der Saison im Dezember musste sich der Spieler einer Operation am Knöchel unterziehen. Sein Vertrag mit den Brasilianern wurde daraufhin aufgelöst und er kehrte nach England zurück. In seiner kurzen Zeit bei dem Klub brachte er es auf sechs Einsätze in der Série A 2024. Bei Newcastle spielte Lewis in der Saison 2024/25 keine Rolle mehr. Im Juni 2025 entließ ihn der Klub.

### Nationalmannschaft
Am 24. März 2018 debütierte er beim 2:1-Sieg im Freundschaftsspiel gegen Südkorea für die nordirische Nationalmannschaft.

## Erfolge
Norwich City
- EFL Championship: 2018/19

Auszeichnungen
- EFL Championship Team der Saison: 2018/19
- PFA Team of the Year: 2018/19 (Championship)